# Domenico Brunenghi

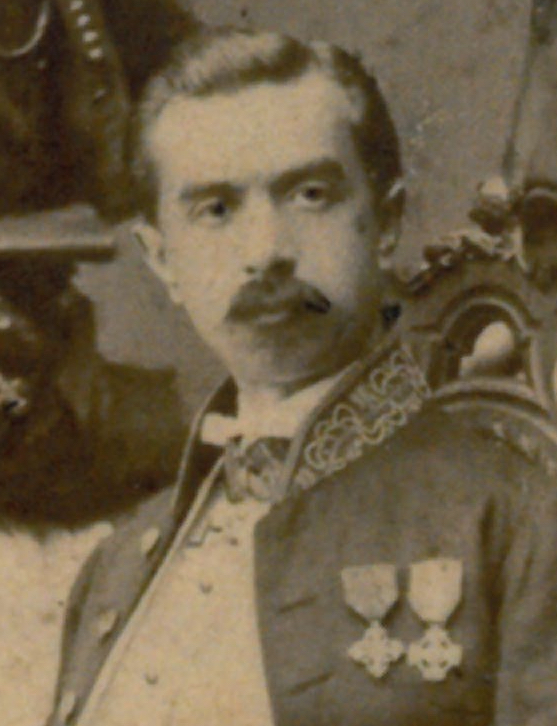
Generalkonsul Domenico Brunenghi in Izmir, 1876

Domenico Brunenghi (* 13. Oktober 1833 in Finalborgo Finale Ligure) war ein italienischer Diplomat, der vom 3. Juli 1879 bis 8. Februar 1880 Geschäftsträger in Sofia war.

## Leben
Am 12. Juli 1855 schloss er ein Studium der Rechtswissenschaft an der Universität Genua ab.
Er trat im November 1857 in den auswärtigen Dienst des Königreichs Sardinien und wurde am 11. Dezember 1857 nach Livorno gesandt.
Am 6. November 1859 wurde er zum Vizekonsul dritter Klasse in Galatz ernannt.
Am 5. Dezember 1860 wurde er nach Sulina gesandt.
Von 1861 bis 1862 war er Vizekonsul bei Galatz und Sulina.
Am 5. September 1861 wurde er zum Vizekonsul zweiter Klasse ernannt.
Vom 3. Dezember 1861 bis 15. Mai und vom 16. August bis 29. Dezember 1862 leitete er das Konsulat in Galatz.
Am 20. November 1862 wurde er nach Bukarest entsandt, wo er von 27. Januar bis 8. September 1863 Exequatur als Konsul hatte.
Am 28. Mai 1863 wurde er nach Varna gesandt.
Am 28. März 1864 wurde er nah Paris gesandt, wo er am 26. Februar 1865 Vizekonsul erster Klasse wurde, am 2. März 1865 wurde er in die Wallonische Region gesandt.
Von 9. Oktober 1867 bis 30. August 1868 leitete er das Konsulat in Paris.
Von 30. August 1868 bis 8. Juni 1874 hatte er Exequatur von Ismail Pascha als Konsul in Kairo.
Im September 1870 wurde er zum Konsul zweiter Klasse ernannt.
Am 7. September 1874 wurde er nach Izmir gesandt.
Am 19. November 1878 wurde er zum Generalkonsul in Sofia mit Amtsbezirk Bulgarien ernannt.
24. März 1879 wurde er zum Konsul der ersten Klasse ernannt.
Von 3. Juli 1879 bis 8. Februar 1880 hatte er Exequatur als Generalkonsul in Sofia von Alexander I. (Bulgarien).
Am 16. Mai 1880 wurde er nach Buenos Aires entsandt, wo er vom 29. März 1885 bis 1. Juli 1888 Exequatur als Generalkonsul hatte.
Ihm wurde der Ehrentitel des 1. Generalkonsuls vom 11. September 1892 verliehen.
| Vorgänger | Amt                                                                     | Nachfolger        |
| --------- | ----------------------------------------------------------------------- | ----------------- |
| —         | Italienischer Geschäftsträger in Sofia 3. Juli 1879 bis 8. Februar 1880 | Renato De Martino |